# Катаріна Соуза
Катаріна Соуза (27 квітня 2000) — ангольська плавчиня. Учасниця Чемпіонату світу з водних видів спорту 2017, де в попередніх запливах на дистанції 50 метрів на спині посіла 56-те місце і не потрапила до півфіналу.